# Forêts mixtes de la Baltique
Localisation
Les forêts mixtes de la Baltique sont une écorégion terrestre définie par le fonds mondial pour la nature (WWF). Elle fait partie du biome forêts tempérées d'arbres à feuilles caduques dans l'écozone paléarctique. Elle occupe environ 116 600 km2 en Europe répartis entre le nord de l'Allemagne et de la Pologne, le Danemark, le sud de la Suède.